# Babardeală cu bucluc sau porno balamuc
Babardeală cu bucluc sau porno balamuc (Engels: Bad Luck Banging or Loony Porn) is een Roemeense komische dramafilm uit 2021, geregisseerd en geschreven door Radu Jude.

## Verhaal
De film is een satire over alles wat er mis is in Roemenië aan de hand van 26 thema’s die voorbijkomen in een drama rondom een uitgelekte sextape.

## Rolverdeling
| Acteur             | Personage       |
| ------------------ | --------------- |
| Katia Pascariu     | Emi             |
| Claudia Ieremia    | De rector       |
| Olimpia Mălai      | Mrs. Lucia      |
| Nicodim Ungureanu  | Mr. Gheorghescu |
| Alexandru Potocean |                 |
| Andi Vasluianu     | Mr. Otopeanu    |
| Ion Dichiseanu     | zichzelf        |

## Release en ontvangst
Babardeală cu bucluc sau porno balamuc ging op 2 maart 2021 in première op het Filmfestival van Berlijn en werd bekroond met de Gouden Beer. De film werd geselecteerd als Roemeense inzending voor beste internationale film voor de 94ste Oscaruitreiking maar werd niet genomineerd.
De film kreeg overwegend positieve kritieken van de filmcritici, met een score van 90% op Rotten Tomatoes, gebaseerd op 115 beoordelingen.

## Prijzen en nominaties
De belangrijkste:
| Jaar | Prijs                    | Categorie      | Genomineerde(n) | Uitslag     |
| ---- | ------------------------ | -------------- | --------------- | ----------- |
| 2021 | Filmfestival van Berlijn | Gouden Beer    | Radu Jude       | Gewonnen    |
| 2021 | Europese filmprijs       | Beste regie    | Radu Jude       | Genomineerd |
| 2021 | Europese filmprijs       | Beste scenario | Radu Jude       | Genomineerd |